# Benhamipolynoe cairnsi
Benhamipolynoe cairnsi är en ringmaskart som beskrevs av Pettibone 1989. Benhamipolynoe cairnsi ingår i släktet Benhamipolynoe och familjen Polynoidae. Inga underarter finns listade i Catalogue of Life.